# Burg Schwarzenberg (Schwarzenberg)
Die Burg Schwarzenberg war eine Niederungsburg in der Gemarkung von Schwarzenberg, einem heutigen Stadtteil von Melsungen im nordhessischen Schwalm-Eder-Kreis.

## Lage
Die Burg in Ortslage lag vermutlich an der Stelle der 1914 erbauten alten Dorfschule auf 180 m Höhe am Ostufer der Fulda.

## Geschichte
Die Burg wurde vermutlich im 13. Jahrhundert durch einen Zweig der thüringischen Familie von Ballenhausen erbaut, der sich in der Folge nach dieser Burg nannte. Ab 1262 sind Ministeriale dieses Namens überliefert: der erste mit Helfrich de Suarcenbg/Suarzenberg in einer Urkunde des Klosters Spieskappel. Dieser Zweig der Schwarzenberger hatte ein leicht abgewandeltes Wappen, dass aus den zwei gegeneinander gekehrten nach außen zeigenden Widderhörnern besteht, aber darunter statt des sechszackigen Sterns einen Nagel im Schildfuß zeigt. Die Burg selbst wurde 1275 erstmals ausdrücklich erwähnt.
Wohl zwischen 1293 und 1295 wurde die Burg durch Landgraf Heinrich I. von Hessen in Rahmen seines Konflikts mit Kurmainz um die Vormachtstellung in Nordhessen zerstört. Bereits zwei Jahre später, im Jahre 1295, veräußerten die Brüder Wittekind und Bertold von Schwarzenberg den Großteil ihrer Güter und Rechte in und um Melsungen an den Landgrafen, darunter auch zumindest die Hälfte des Bodens der zerstörten Burg Schwarzenberg. Auf dem anderen Teil des Geländes hatten sie inzwischen wohl ein wesentlich kleineres burgähnliches Haus errichtet. Der Besitz Johanns I. von Schwarzenberg umfasste daher im Jahre 1329 nur noch das Haus und ein wenig Grundbesitz in Schwarzenberg nebst kleineren Zehnteinkünften aus der Umgebung. Seine Witwe Katharina und ihre Erben wurden 1351 von Landgraf Heinrich II. noch einmal mit dem Haus und Hof in Schwarzenberg belehnt und von Diensten und außerordentlichen Abgaben befreit.
Dennoch gerieten ihre Nachfahren erneut in die Auseinandersetzung der hessischen Landgrafen mit deren Gegnern in Mainz und in der hessischen Ritterschaft, und dies führte letztlich zum Verlust allen Besitzes in Schwarzenberg. 1417 oder 1419 musste Helfrich von Schwarzenberg, seit 1385 Burgmann des Mainzer Erzbischofs Adolf I. auf der Burg Stein im oberen Eichsfeld, Dorf, Gericht und allen weiteren dort verbliebenen Besitz an Landgraf Ludwig I. verkaufen. Dies bedeutete vermutlich auch das Ende der Nutzung der kleinen Burg und es begann ihr Verfall.
Ab 1550 wurde die Ruine als Steinbruch genutzt, u. a. zur Beschaffung von Baumaterial für den Bau des neuen Landgrafenschlosses in Melsungen, und bis 1619 wurden die verbliebenen Reste beseitigt.

## Beschreibung
Zur mittelalterlichen Baugeschichte sind bisher keine Quellen bekannt. Reste der Anlage sind nicht mehr vorhanden, und ihre einstige Gestalt ist unbekannt. Aufgrund der Urkunden ist nur bekannt, das die Burg nach ihrer ersten Zerstörung vor 1295 nur in weit verkleinerter Form wiederaufgebaut wurde und letzte Reste bereits zu Beginn des Dreißigjährigen Krieges beseitigt wurden.